# Maesa lorentziana
Maesa lorentziana är en viveväxtart som beskrevs av Carl Christian Mez. Maesa lorentziana ingår i släktet Maesa och familjen viveväxter. Inga underarter finns listade i Catalogue of Life.